# Tillandsia excavata
Tillandsia excavata är en gräsväxtart som beskrevs av Lyman Bradford Smith. Tillandsia excavata ingår i släktet Tillandsia och familjen Bromeliaceae. Inga underarter finns listade i Catalogue of Life.